# Ihab Abd ar-Rahman as-Sajjid
Ihab Abd ar-Rahman as-Sajjid, Ihab Abdelrahman El Sayed (ur. 1 maja 1989) – egipski lekkoatleta specjalizujący się w rzucie oszczepem.
W 2007 zdobył brązowy medal mistrzostw Afryki juniorów. 11 lipca 2008 wywalczył tytuł wicemistrza świata juniorów przegrywając z reprezentantem Polski Robertem Szpakiem. Na stadionie w Bydgoszczy uzyskał wówczas wynik 76,20 ustanawiając tym samym nowy rekord Egiptu juniorów. Zajął 12. miejsce podczas letniej uniwersjady w Belgradzie oraz zdobył złoty krążek igrzysk frankofońskich (2009). Mistrz Afryki z 2010. W 2011 borykał się z kontuzjami jednak wystąpił w uniwersjadzie i mistrzostwach świata oraz na koniec roku wygrywał w mistrzostwa i igrzyska panarabskie. Zajął piąte miejsce na mistrzostwach Afryki w Porto-Novo oraz nie awansował do finału igrzysk olimpijskich w Londynie (2012). Srebrny medalista igrzysk państw Basenu Morza Śródziemnego oraz siódmy oszczepnik mistrzostw świata z 2013 roku. W 2015 roku zdobył srebrny medal mistrzostw świata w Pekinie oraz stanął na najwyższym stopniu podium podczas igrzysk afrykańskich w Brazzaville.
Wielokrotny mistrz Egiptu, medalista igrzysk krajów arabskich.
Pierwszy w historii egipski medalista lekkoatletycznych mistrzostw świata.
24 lipca 2016 roku został tymczasowo zawieszony po tym jak w pobranej od niego 17 kwietnia 2016 roku, poza zawodami, próbce wykryto ślady niedozwolonego stosowania testosteronu.
Rekord życiowy: 89,21 (18 maja 2014, Szanghaj) – do czerwca 2015 rekord Afryki, rekord Egiptu.

## Osiągnięcia
| Rok  | Impreza                          | Miejsce      | Pozycja           | Wynik |
| ---- | -------------------------------- | ------------ | ----------------- | ----- |
| 2007 | Mistrzostwa Afryki juniorów      | Wagadugu     | 3. miejsce        | 65,63 |
| 2007 | Igrzyska panarabskie             | Kair         | 2. miejsce        | 71,15 |
| 2008 | Mistrzostwa świata juniorów      | Bydgoszcz    | 2. miejsce        | 76,20 |
| 2009 | Uniwersjada                      | Belgrad      | 12. miejsce       | 68,43 |
| 2009 | Igrzyska śródziemnomorskie       | Pescara      | 5. miejsce        | 74,47 |
| 2009 | Igrzyska frankofońskie           | Bejrut       | 1. miejsce        | 77,33 |
| 2009 | Mistrzostwa panarabskie          | Damaszek     | 1. miejsce        | 75,49 |
| 2010 | Mistrzostwa Afryki               | Nairobi      | 1. miejsce        | 78,02 |
| 2010 | Puchar interkontynentalny        | Split        | 6. miejsce        | 74,11 |
| 2011 | Uniwersjada                      | Shenzhen     | el. – 14. miejsce | 67,96 |
| 2011 | Mistrzostwa świata               | Daegu        | el. – 35. miejsce | 71,99 |
| 2011 | Igrzyska afrykańskie             | Maputo       | 5. miejsce        | 69,94 |
| 2011 | Mistrzostwa panarabskie          | Al-Ajn       | 1. miejsce        | 78,83 |
| 2011 | Igrzyska panarabskie             | Doha         | 1. miejsce        | 78,66 |
| 2012 | Mistrzostwa Afryki               | Porto-Novo   | 5. miejsce        | 67,82 |
| 2012 | Igrzyska olimpijskie             | Londyn       | el. – 29. miejsce | 77,35 |
| 2013 | Mistrzostwa panarabskie          | Doha         | 1. miejsce        | 79,17 |
| 2013 | Igrzyska śródziemnomorskie       | Mersin       | 2. miejsce        | 82,45 |
| 2013 | Uniwersjada                      | Kazań        | 12. miejsce       | 73,42 |
| 2013 | Mistrzostwa świata               | Moskwa       | 7. miejsce        | 80,94 |
| 2013 | Igrzyska solidarności islamskiej | Palembang    | 1. miejsce        | 78,96 |
| 2014 | Mistrzostwa Afryki               | Marrakesz    | 2. miejsce        | 83,59 |
| 2014 | Puchar interkontynentalny        | Marrakesz    | 1. miejsce        | 85,44 |
| 2015 | Mistrzostwa panarabskie          | Manama       | 1. miejsce        | 80,72 |
| 2015 | Mistrzostwa świata               | Pekin        | 2. miejsce        | 88,99 |
| 2015 | Igrzyska afrykańskie             | Brazzaville  | 1. miejsce        | 85,37 |
| 2021 | Igrzyska olimpijskie             | Tokio        | el. – 13. miejsce | 81,92 |
| 2022 | Mistrzostwa Afryki               | Saint-Pierre | 2. miejsce        | 77,12 |
| 2022 | Mistrzostwa świata               | Eugene       | 12. miejsce       | 75,99 |
| 2023 | Mistrzostwa świata               | Budapeszt    | 10. miejsce       | 80,64 |
| 2024 | Igrzyska afrykańskie             | Akra         | 4. miejsce        | 76,68 |
| 2024 | Igrzyska olimpijskie             | Paryż        | el. – 30. miejsce | 72,98 |

## Progresja wyników
| Rok  | Wynik | Data            | Miejsce   |
| ---- | ----- | --------------- | --------- |
| 2007 | 71,15 | 24 listopada    | Kair      |
| 2008 | 76,20 | 11 lipca        | Bydgoszcz |
| 2009 | 78,44 | 30 października | Al-Ma’adi |
| 2010 | 81,84 | 17 września     | Al-Ma’adi |
| 2011 | 78,83 | 28 października | Al-Ajn    |
| 2012 | 82,25 | 29 listopada    | Kair      |
| 2013 | 83,62 | 15 sierpnia     | Moskwa    |
| 2014 | 89,21 | 18 maja         | Szanghaj  |
| 2015 | 88,99 | 26 sierpnia     | Pekin     |
| 2016 | 81,51 | 13 kwietnia     | Kair      |
| 2020 | 80,64 | 11 grudnia      | Al-Ma’adi |
| 2021 | 83,88 | 28 czerwca      | Al-Ma’adi |
| 2022 | 83,79 | 7 maja          | Nairobi   |
| 2023 | 83,71 | 15 lipca        | Heusden   |
| 2024 | 76,68 | 22 marca        | Akra      |